# Caladenia marginata
Caladenia marginata é uma espécie de orquídea, família Orchidaceae, endêmica do sudoeste da Austrália, onde cresce em bosques e florestas claras. São plantas que formam grandes colônias com uma única folha basal pubescente e uma inflorescência rija, fina e pubescente, com uma ou poucas flores vistosas brancas, margeadas de castanho avermelhado. Sua floração costuma ser estimulada por incêndios florestais de verão.

## Publicação e sinônimos
- Caladenia marginata Lindl., Sketch Veg. Swan R.: 51 (1839).

Sinônimos homotípicos:
- Caladeniastrum marginatum (Lindl.) Szlach., Ann. Bot. Fenn. 40: 144 (2003).

Sinônimos heterotípicos:
- Caladenia ochreata Lindl., Sketch Veg. Swan R.: 51 (1839).
- Caladenia marginata var. ochreata (Lindl.) Rchb.f., Beitr. Syst. Pflanzenk.: 64 (1871).
- Caladenia latifolia var. angustifolia Benth., Fl. Austral. 6: 385 (1873).
- Caladenia paniculata Fitzg., Gard. Chron., n.s., 1882: 461 (1882).
- Caladenia purdieana Andrews, J. Proc. Mueller Bot. Soc. Western Australia 1(10): 39 (1902).
- Caladenia latifolia var. glandula Ewart & B.Wood, Proc. Roy. Soc. Victoria, n.s., 23(2): 290 (1911).